# Баді VII

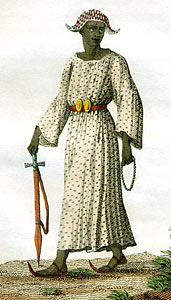

Баді VII (*араб. بادي السابع; бл. 1797 — після 1821) — останній макк (султан) Сеннару в 1805—1821 роках.

## Життєпис
Походив з династії Фундж. Син макка Таїба II. Посів трон 1805 року, але влада належала візиру Мухаммеду улад Раджабу з клану Хамадж. Втім у 1808 році останнього було повалено родичем Мухаммедом улад Адланом, який став новим візиром. 
Баді VII фактично обмежувався власним палацом, не маючи реальної влади. Його візир боровся зі своїми родичами та іншими претендентами з династії Фундж за владу. 1811 року мамлюк Ібрагім-бей, що втік з Єгипту, в Новій Донголі створив власну державу. Це спричинило надалі наступ його ворога Мухаммеда Алі, паши Єгипту.  Війська останнього 1813 року зайняли порт Суакін.
1821 року візира Мухаммада улад Адлана було вбито родичем. В цей час з потужним військом вдерся Ісмаїл Каміл Паша, онук Мухаммеда Алі, правителя Єгипту. У розпачі, немаючи підтримки серед військовиків, Баді VII не чинив будь-якого опору, оскільки фактично не мав належного війська, лише 4 іржаві гармати. В результаті Ісмаїл Каміл Паша зайняв Сеннар, який приєднав до Єгипту. Колишнього султана призначено номінальним намісником Сеннару з титулом шейх аль-машейх. Втім у 1822 році після придушення тут потужного повстання відправлено до Каїра. Подальша доля Баді невідома.